# Cuaespinós bicolor
El cuaespinós bicolor (Certhiaxis mustelinus) és una espècie d'ocell de la família dels furnàrids (Furnariidae).
Habita el sotabosc dens dels pantans, aiguamolls i manglars de les terres baixes fins als 300 m, per l'est dels Andes, al sud-est de Colòmbia, nord-est de Perú i Brasil amazònic.